# Anton Korobov
Pour les articles homonymes, voir Korobov.
Anton Korobov (en ukrainien : Антон Коробов) est un joueur d'échecs ukrainien né le 25 juin 1985 à Kemerovo. Il est grand maître international depuis 2003 et champion d'Ukraine à quatre reprises (en 2002, 2012, 2018 et 2020). Au 1er janvier 2014, Korobov est le 25e joueur mondial et le 3e en Ukraine avec un classement Elo de 2 723 points qui constitue son record.

## Carrière
Anton Korobov reçut le titre de maître international en 2001. En 2002, il remporta le championnat d'Ukraine, puis il devint grand maître international l'année suivante (2003). En 2004, Korobov finit deuxième du championnat d'Ukraine derrière Andriï Volokitine. En 2009 et 2010, il remporta le tournoi open de Pardubice. En 2010, il finit deuxième de l'open Aeroflot, un demi-point derrière Lê Quang Liêm.
En 2011, Korobov remporta l'open du Nakhitchevan.
En 2012, il finit premier ex æquo de l'open Aeroflot (deuxième-troisième après départage) et remporta le championnat d'Ukraine (deuxième titre après celui de 2002) et la coupe AICF-AAI à New Delhi.
Il gagne le championnat d'Europe de blitz à Varsovie en 2013.
En 2015 et 2016, il remporte le tournoi d'échecs de Poïkovski (trophée Karpov).
Il est champion d'Ukraine pour la troisième fois en décembre 2018 à Kiev avec 5,5 points sur 9 (4 victoires, 2 défaites et 3 nulles).
En 2020, il remporte le championnat ukrainien pour la quatrième fois.

## Coupes du monde
Lors de la Coupe du monde d'échecs 2013 (qualificative pour le tournoi des candidats de 2014), Korobov parvint en quart de finale après avoir battu l'Azerbaïdjanais Vasif Durarbəyli  (3-1), le Géorgien Baadur Jobava (3-1), le Russe Daniil Doubov (2,5-1,5), l'Américain Hikaru Nakamura (1,5 à 0,5) avant de perdre contre l'ancien champion du monde Vladimir Kramnik.
| Année | Lieu            | Résultat                            | Ultime adversaire     | Adversaires battus                                             |
| ----- | --------------- | ----------------------------------- | --------------------- | -------------------------------------------------------------- |
| 2011  | Khanty-Mansiïsk | deuxième tour                       | Nikita Vitiougov      | Zhou Jianchao                                                  |
| 2013  | Tromsø          | quart de finale (cinquième tour)    | Vladimir Kramnik      | Vasif Durarbəyli, Baadur Jobava Daniil Doubov, Hikaru Nakamura |
| 2015  | Bakou           | deuxième tour                       | Dmitri Andreïkine     | Dragan Šolak                                                   |
| 2019  | Khanty-Mansiïsk | deuxième tour                       | Lê Quang Liêm         | Abhijeet Gupta                                                 |
| 2021  | Sotchi          | quatrième tour (seizième de finale) | Aleksandr Grichtchouk | Cristóbal Henríquez Villagra Kiril Georgiev                    |
| 2023  | Bakou           | troisième tour                      | Vahap Şanal           | Eduardo Iturrizaga                                             |

## Compétitions par équipes
Anton Korobov a représenté l'Ukraine lors de l'Olympiade d'échecs de 2014. Il jouait au quatrième échiquier et l'équipe d'Ukraine finit sixième de la compétition. Lors de l'Olympiade d'échecs de 2016, il marqua 7 points sur 9 (quatrième place au quatrième échiquier) et remporta la médaille d'argent par équipe. 
Lors de l'Olympiade d'échecs de 2018, il marqua 6,5 points en 8 parties à l'échiquier de réserve (meilleure performance de son équipe), remportant la médaille d'or individuelle à l'échiquier de réserve (l'Ukraine finit dixième),.
Il a participé au championnat du monde d'échecs par équipes en 2013 et 2017, remportant la médaille d'argent par équipe et la médaille d'or individuelle au deuxième échiquier en 2013.
Il a remporté trois coupes d'Europe des clubs d'échecs : la première fois en 2014 avec le SOCAR Bakou, puis en 2015 et 2017 avec le Siberia Novossibirsk.